# Развој светског рекорда на 5.000 метара за мушкарце
Светски рекорди у дисциплини трчања на 5.000 метара у мушкој конкуренцији, које ИААФ званично признаје, воде се од 1912. године. Први рекорди су мерени ручно (штоперицом).
Од 1975. ИААФ признаје резултате мерене ручно и електронским путем а од за дисциплине трчања на 100, 200 и 400 метара. Од 1. јануара 1977, ИААФ за ове дисциплине признаје само резултате мерене електронским путем и приказаном времену на стотинке секунде.
Да данас (30.1.2017.) ИААФ је ратификовао укупно 35 светска рекорда у мушкој конкуренцији.

## Ратификовани рекорди на 5.000 метара
| Време    | Електронски | Атлетичар          | Земља            | Место                        | Датум               | Трајање                       |
| -------- | ----------- | ------------------ | ---------------- | ---------------------------- | ------------------- | ----------------------------- |
| 14:36,6  |             | Ханес Колехмаинен  | Финска           | Стокхолм, Шведска            | 10. јул 1912.       | 10 година, 2 месеца и 10 дана |
| 14:35,4  |             | Паво Нурми         | Финска           | Стокхолм, Шведска            | 12. септембар 1922. | 1 година, 8 месеци и 30 дана  |
| 14:28,2  |             | Паво Нурми         | Финска           | Хелсинки, Финска             | 19. јун 1924.       | 8 година и 0 дана             |
| 14:17,0  |             | Лаури Лехтинен     | Финска           | Хелсинки, Финска             | 19. јун 1932.       | 6 година, 11 месеци и 28 дана |
| 14:08,8  |             | Тајсо Меки         | Финска           | Хелсинки, Финска             | 16. јун 1939.       | 3 године, 3 месеца и 4 дана   |
| 13:58,2  |             | Гундер Хаг         | Шведска          | Гетеборг, Шведска            | 20. септембар 1942. | 11 година, 8 месеци и 10 дана |
| 13:57,2  |             | Емил Затопек       | Чехословачка     | Коломб, Француска            | 30. мај 1954.       | 2 месеца и 30 дана            |
| 13:56,6  |             | Владимир Куц       | Совјетски Савез  | Берн, Швајцарска             | 29. август 1954.    | 1 месец и 14 дана             |
| 13:51,6  |             | Кристофер Чатавеј  | Велика Британија | Лондон, Уједињено Краљевство | 13. октобар 1954.   | 10 дана                       |
| 13:51,2  |             | Владимир Куц       | Совјетски Савез  | Праг, Чехословачка           | 23. октобар 1954.   | 10 месеци и 18 дана           |
| 13:50,8  |             | Шандор Ихарош      | Мађарска         | Будимпешта, Мађарска         | 10. септембар 1955. | 8 дана                        |
| 13:46,8  |             | Владимир Куц       | Совјетски Савез  | Београд, Југославија         | 18. септембар 1955. | 1 месец и 5 дана              |
| 13:40,6  |             | Шандор Ихарош      | Мађарска         | Будимпешта, Мађарска         | 23. октобар 1955.   | 7 месеци и 27 дана            |
| 13:36,8  |             | Гордон Пири        | Велика Британија | Берген, Норвешка             | 19. јун 1956.       | 1 година, 3 месеца и 24 дана  |
| 13:35,0  |             | Владимир Куц       | Совјетски Савез  | Рим, Италија                 | 13. октобар 1957.   | 7 година, 3 месеца и 3 дана   |
| 13:34,8  |             | Рон Кларк          | Аустралија       | Хобарт, Аустралија           | 16. јануар 1965.    | 16 дана                       |
| 13:33,6  |             | Рон Кларк          | Аустралија       | Окланд, Нови Зеланд          | 1. фебруар 1965.    | 5 месеци и 27 дана            |
| 13:25,8  |             | Рон Кларк          | Аустралија       | Лос Анђелес, САД             | 28. јул 1965.       | 4 месеца и 2 дана             |
| 13:24,2  |             | Кипчоџ Кејно       | Кенија           | Окланд, Нови Зеланд          | 30. новембар 1965.  | 7 месеци и 5 дана             |
| 13:16,6  |             | Рон Кларк          | Аустралија       | Стокхолм, Шведска            | 5. јул 1966.        | 6 година, 2 месеца и 9 дана   |
| 13:16,4  |             | Ласе Вирен         | Финска           | Хелсинки, Финска             | 14. септембар 1972. | 6 дана899                     |
| 13:13,0  |             | Емил Путеманс      | Белгија          | Брисел, Белгија              | 20. септембар 1972. | 4 године, 9 месеци и 15 дана  |
| 13:12,9  | 13:12,87    | Дик Квакс          | Нови Зеланд      | Стокхолм, Шведска            | 5. јул 1977.        | 9 месеци и 3 дана             |
| 13:08,4  |             | Хенри Роно         | Кенија           | Беркли, САД                  | 8. април 1978.      | 3 године, 5 месеци и 5 дана   |
| 13:06,20 |             | Хенри Роно         | Кенија           | Knarvik, Норвешка            | 13. септембар 1981. | 9 месеци и 24 дана            |
| 13:00,41 |             | Дејвид Муркроф     | Велика Британија | Осло, Норвешка               | 7. јул 1982.        | 3 године и 20 дана            |
| 13:00,40 |             | Саид Ауита         | Мароко           | Осло, Норвешка               | 27. јул 1985.       | 1 година, 11 месеци и 25 дана |
| 12:58,39 |             | Саид Ауита         | Мароко           | Рим, Италија                 | 22. јул 1987.       | 6 година, 10 месеци и 13 дана |
| 12:56,96 |             | Хаиле Гебрселасије | Етиопија         | Хенгело, Холандија           | 4. јун 1994.        | 1 година и 4 дана             |
| 12:55,30 |             | Мосес Киптануи     | Кенија           | Осло, Норвешка               | 8. јун 1995.        | 2 месеца и 8 дана             |
| 12:44,39 |             | Хаиле Гебрселасије | Етиопија         | Цирих, Швајцарска            | 16. август 1995.    | 1 година, 11 месеци и 28 дана |
| 12:41,86 |             | Хаиле Гебрселасије | Етиопија         | Цирих, Швајцарска            | 13. август 1997.    | 9 дана                        |
| 12:39,74 |             | Данијел Комен      | Кенија           | Брисел, Белгија              | 22. август 1997.    | 9 месеци и 22 дана            |
| 12:39,36 |             | Хаиле Гебрселасије | Етиопија         | Хелсинки, Финска             | 13. јун 1998.       | 5 година, 10 месеци и 21 дан  |
| 12:37,35 |             | Кенениса Бекеле    | Етиопија         | Хенгело, Холандија           | 4. нај 2004.        | 21 година и 20 дана           |

Од 1981. ИААФ је прихватио електронско мерење времена до стотинке секунде за све дисциплине до 10.000 м (укључујући и њу).